# Livio Gómez Flores
Livio Gómez Flores (Llaclla, Bolognesi, Áncash, Perú; 14 de enero de 1933 - Tacna, Perú; 16 de agosto del 2010) fue un reconocido poeta peruano y catedrático.  Profesor emérito de la Universidad Nacional Jorge Basadre Grohmann de Tacna, desempeñose como Secretario General en tres periodos rectorales. Galardonado con la Medalla de la Ciudad (1991) y con la Medalla de la Cultura (1996) de Tacna. Académico Correspondiente de la Academia Peruana de la Lengua desde 2007. Ganador de varios concursos poéticos a nivel nacional. Con artículos, notas y poemas colaboró en algunas revistas y suplementos y en diarios de Lima (Letras Peruanas, El Dominical, El Comercio), de Tacna (Jaimito, Correo) y del extranjero (Cuaderno Literario Azor, Barcelona; Rimbaud Revue, Planet-Francia; Vida Universitaria, México).

## Ruta vital

### Formación y aprendizaje diverso
Hijo de Gregorio Gómez y Nicerata Flores Moreno. Establecido en Lima, cursó educación primaria en la Escuela República de Colombia (1943-1944), el Colegio de Santo Toribio (1945), la Escuela Municipal de Chosica (1946-1947) y una escuela nocturna (1948); y la educación secundaria en las secciones nocturnas del Colegio Nacional Alfonso Ugarte (1949), el Colegio Nacional de Chosica (1950-1951) y la Gran Unidad Escolar Ricardo Bentín (1952-1953). Luego ingresó a la Pontificia Universidad Católica del Perú, donde siguió (1955, 1957-1960, 1968-1969) los cursos propedéuticos de la Facultad de Letras y el ciclo profesional de la Facultad de Educación, en la cual obtuvo el grado de Bachiller en Educación (6-II-1976) y título de Licenciado en Educación Básica Regular (16-II-1976); y durante aquellos años de estudiante mereció dos primeros premios en poesía, en los Juegos Florales de la U. Católica (1959) y los Juegos Florales Universitarios promovidos por la Universidad Nacional de Educación (1968).
Tras prestar sus servicios en el Banco Wiese (1952-1955) y el Banco de la Unión (1956-1964), pasó a ser ayudante de la cátedra de Castellano en la Facultad de Ciencias Sociales de la Universidad Nacional Agraria (IV-1965): y sucesivamente fue destacado a las escuelas de peritos agrícolas que esta regenta en Huancayo (VIII-1965), Urubamba (IV-1966) y Tacna (VIII-1966). Nuevamente en Lima, fue administrador de la revista Amaru (IV a XII.1968) y docente en el Colegio Hans Christian Andersen y la Academia Brown (hasta VII-1970); y retornó a Tacna, donde se incorporó a la redacción del diario Correo (VIII-1970 a X-1976) y ejerció la docencia en la Escuela de Peritos Agrícolas (IV-1971 a VIII-1976) y el núcleo educacional Alto de Lima (VIII-1976).

### Despliegue de escritor
Desde el año 1959 empezó a ganar premios habiendo obtenido los siguientes: Primer Premio de Poesía en los Juegos Florales de la Universidad Católica en 1959; Mención Honrosa en el Concurso “El Poeta joven del Perú” 1960 (el Primer Premio lo compartieron Javier Heraud y César Calvo); Primer Premio de Poesía en los Juegos Florales Universitarios 1968, organizados por la Universidad Nacional de Educación; Premio “El Mejor Poeta Chalaco” 1968 en concurso organizado por la Casa de la Cultura del Callao; Mención Honrosa del Premio Nacional de Poesía “José María Eguren”1969; y Mención Honrosa del Premio Nacional de Poesía “José Santos Chocano” en 1971.
Pertenece a la llamada "Generación del 60" de la literatura peruana. 

### Época reciente
Profesor emérito de la Universidad Jorga Basadre Grohmann de Tacna y Académico Correspondiente de la Academina Peruana de la Lengua desde 2007.
Livio Gómez falleció en Tacna el 16 de agosto de 2010.

## Uso estilístico
Uno de los grandes temas de sus poemas es el uso competente del idioma. La ortografía es el centro de "Arte de puntuar"; y la redacción, de "Toda redacción es una prueba de fuego", en que postula ideales expositivos que concuerdan con los consejos que brinda sobre la escritura poética en "Artesanía poética", "El poema y sus alrededores"  y la sección "Tinta y espacio" del libro "Quebrantamientos". Con imágenes y metáforas caracteriza al punto, la coma, el paréntesis, la expresividad poética, etc.; con sabor a máximas, condensa sus normas de redacción y estilo: "Él me confiesa /que escribe y escribe / para ganar la inmortalidad. / Yo le aconsejo / que corrija y corrija / para ganar mi aprobación" (p. 219).

## Revistas literarias
Ha editado: In Terris (6 números, 1967-1978), revista de poesía; y Contexto (4 números, 1977-1980). 

## Reconocimientos
Fue distinguido con la Medalla de la Ciudad (1991) y con la Medalla de la Cultura (1996) de Tacna

### Académico Correspondiente de la Academia Peruana de la Lengua
El 10 de noviembre de 2007 ocurrió un acontecimiento novedoso en la historia de la más que centenaria Academia Peruana de la Lengua: se incorporó el primer académico correspondiente que no reside en el extranjero (la fórmula habitual), sino en las provincias del Perú. Previamente, el 28 de agosto del año mencionado, en asamblea general de dicha corporación, fueron elegidos, como los primeros académicos correspondientes que residen en provincias, Livio Gómez (Tacna) y José Ruiz Rosas (Arequipa). De los dos, Gómez concretó primero su incorporación. Pronunciando el discurso correspondiente en una ceremonia realizada en Tacna, presidida por el actual director de la Academia Peruana de la Lengua, el poeta, crítico y profesor universitario Marco Martos.

## Lista poética
Sus poemas han sido traducidos a siete idiomas[cita requerida].
Entre sus principales poemarios, se citan: 
- "Infancia del olvido" (1960)
- "El día incorporado" (1962)
- "Fraternidades y contiendas" (1968 y 1974)
- "Cómo aprovechar la lección" (1969 y 1976)
- "Devolverles la mirada" (1970)
- "La violencia y el camino" (1976)
- "Cuerpo de la dicha " (1978)
- "Quebrantamientos"  (1982)
- "Para ti, madre " (1982)
- "Letras de abril" (1999 y 2007)
- "Alrededores" (1960 y 2007)
- "Poesía, una historia de locos" (1989)
- "Material de lectura" (1989)
- "Selección arbitraria" (2010)